# Сулигівка
Сули́гівка — село в Україні, у Оскільській сільськійи територіальній громаді Ізюмського району Харківської області. Населення становить 209 осіб.

## Географія
Знаходиться на відстані 2 км від села Бражківка. До села примикає невеликий лісовий масив (дуб). По селу протікає пересихаючий струмок з кількома загатами.

## Історія
Під час організованого радянською владою Голодомору 1932—1933 років помер щонайменше 101 житель села.
19 липня 2020 року, в результаті адміністративно-територіальної реформи та ліквідації Ізюмського району (1923—2020), село увійшло до складу новоутвореного Ізюмського району.
2022 року під час російського вторгнення в Україну за село йшли активні бої. Деякий час воно було окуповане Росією, але звільнене на початку серпня. У січні 2023 року поліцейські районного управління встановили місце поховання двох осіб, які загинули під час обстрілу та авіанальоту в період окупації Сулигівки російськими військовими.

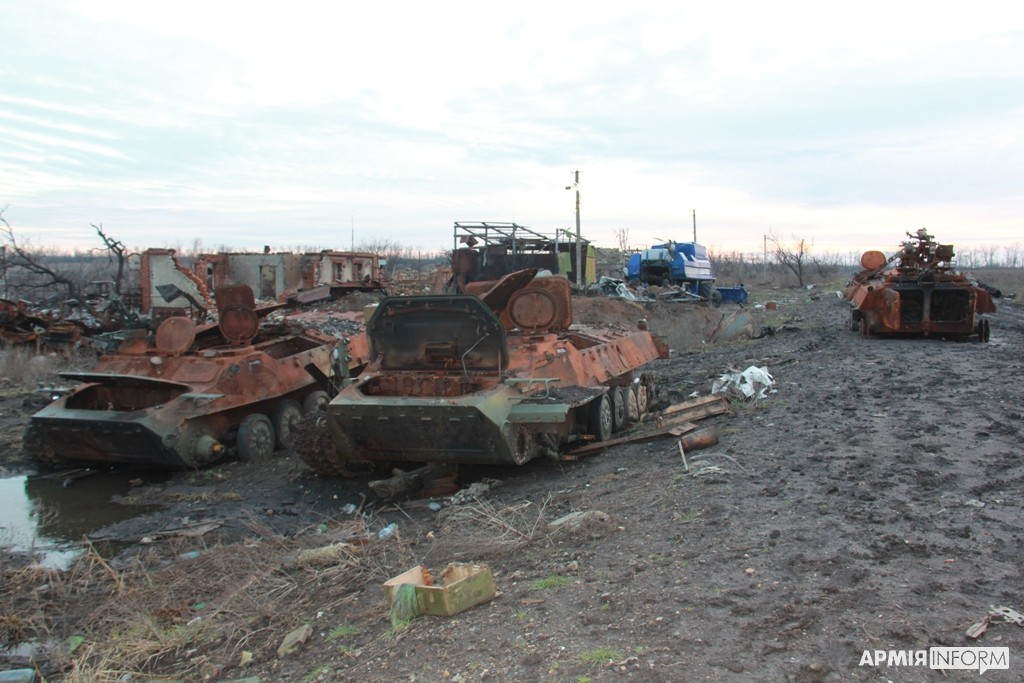
У селі після боїв

## Населення
Згідно з переписом УРСР 1989 року чисельність наявного населення села становила 179 осіб, з яких 82 чоловіки та 97 жінок.
За переписом населення України 2001 року в селі мешкало 206 осіб.

### Мова
Розподіл населення за рідною мовою за даними перепису 2001 року:
| Мова       | Відсоток |
| ---------- | -------- |
| українська | 92,34 %  |
| російська  | 6,22 %   |
| інші       | 1,44 %   |

## Економіка
- Молочно-товарна ферма.

## Об'єкти соціальної сфери
- Школа (закрита в 2009 році).